# Vallée de Santa Clarita
La Vallée de Santa Clarita est la vallée qui suit le cours de la Santa Clara en Californie du Sud. Elle s'étend dans les comtés de Los Angeles et de Ventura. Sa principale localité est la ville de Santa Clarita.
En aval de Santa Clarita, la vallée est appelée Heritage Valley. La portion en amont est Soledad Canyon qui contient les communautés de Vincent, Acton, Ravenna et Agua Dulce.